# Mount Torbreck
Mount Torbreck är ett berg i Australien. Det ligger i regionen Murrindindi och delstaten Victoria, omkring 100 kilometer nordost om delstatshuvudstaden Melbourne. Toppen på Mount Torbreck är 1 516 meter över havet. Mount Torbreck ingår i bergskedjan Torbreck Range.
Mount Torbreck är den högsta punkten i trakten. Runt Mount Torbreck är det mycket glesbefolkat, med 3 invånare per kvadratkilometer.. Det finns inga samhällen i närheten. 
I omgivningarna runt Mount Torbreck växer i huvudsak städsegrön lövskog. Genomsnittlig årsnederbörd är 1 356 millimeter. Den regnigaste månaden är juli, med i genomsnitt 153 mm nederbörd, och den torraste är januari, med 55 mm nederbörd.